# Baptiste Bizot
Baptiste Bizot, né le 29 août 1985, est un joueur international français de football de plage. Il évolue au poste de milieu de terrain.
Baptiste Bizot commence le football de plage à trente ans au FC St-Médard-en-Jalles. Pendant un an, il joue à la fois au football à Mérignac Arlac et au beach soccer. Avec le FCSMJ, il perd deux fois de suite en finale du championnat de France de football de plage avant de connaître trois quatrièmes places consécutives.
Appelé en équipe de France de Beach Soccer à partir de 2016, il fait partie des joueurs les plus utilisés en 2018.

## Biographie

### En club
Enfant, Baptiste Bizot est spectateur de l'équipe de France de football de plage, sacrée à l'issue de la Coupe du monde 2005. Resté intéressé par cette discipline, il privilégie le football traditionnel.
Début 2015, il s'entraîne avec la section beach soccer du FC St-Médard-en-Jalles. Pendant un an, il joue à la fois au football à Mérignac Arlac et au beach soccer à Saint-Médard-en-Jalles. 
En 2017, lui et son équipe terminent quatrième du championnat de France de football de plage. 

### En équipe nationale
En août 2016, il est appelé pour la première fois en équipe de France de Beach Soccer. 
Retenu fin octobre 2017 pour la Puerto Vallarta Cup au Mexique avec les Bleus, ils terminent à la troisième place.  
Sur 2018, Bizot fait partie des trois joueurs les plus utilisés en Bleus, avec le capitaine Barbotti et Angeletti (onze sélections)  
Le milieu de terrain est sélectionné avec son coéquipier Olivier Leblanc au rassemblement début mai 2019 à Salou, en Espagne, pour les qualifications des Beach Games.  
En 2020, il est retenu par le nouveau sélectionneur Claude Barrabé pour une double confrontation amicale mi-août en Suisse.

## Statistiques en équipe de France
| Années     | 2016 | 2017 | 2018 | 2019 | Total |
| ---------- | ---- | ---- | ---- | ---- | ----- |
| Sélections | 8    | 14   | 11   | 7    | 40    |
| Buts       | 5    | 4    | 4    | 0    | 13    |

## Palmarès
- Championnat de France de football de plage
  - Finaliste : 2015 et 2016
  - Quatrième : 2017, 2018 et 2019